# Список людей на почтовых марках Украины

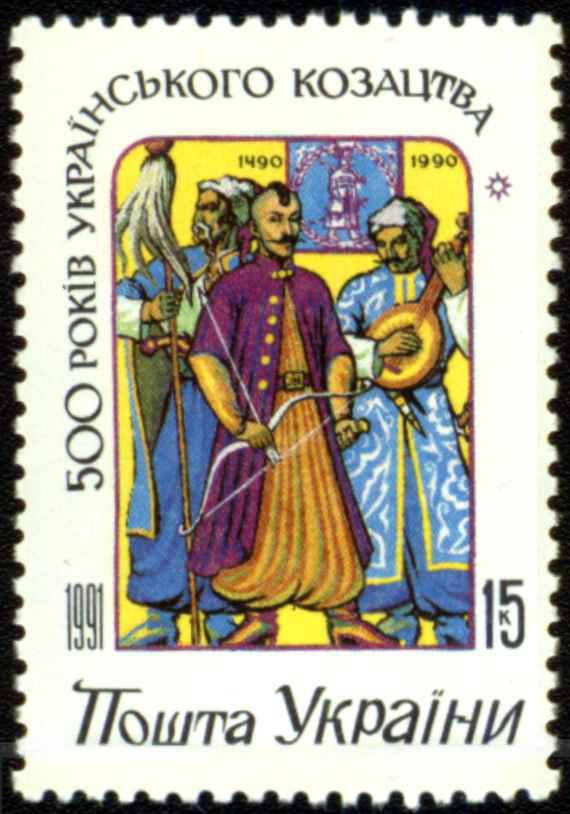
500 лет украинского казачества (почта Украины, 1992).

Список людей на знаках почтовой оплаты Украины — перечень коммеморативных почтовых марок Украины, которые были введены в обращение «Укрпочтой», начиная с 1992 года. Номинал (денежный эквивалент) соответствует определённому периоду и имеет различия: например, до или после денежной реформы (в карбованцах или в гривне), кроме того на некоторых почтовых марках указан литерный номинал. Литерный номинал соответствует определённой сумме в гривнах или долларах США по курсу НБУ. Подавляющее большинство почтовых марок было напечатано государственным предприятием «Полиграфический комбинат Украина» (Киев). Перечень персоналий на почтовых марках приведён в нарастающем порядке по году выпуска, порядковому номеру по каталогу марок Украины на официальном сайте «Укрпочты» (укр. КМД УДППЗ «Укрпошта»), а в скобках приведён номер по каталогу «Михель». Кроме изображения и номинала в списке дано краткое описание, указаны дата выпуска, тираж и художник. Чтобы перейти к маркам определённого года выпуска в таблице, нажмите на нужный год.
| 1992 • 1993 • 1994 • 1995 • 1996 • 1997 • 1998 • 1999 • 2000 • 2001 • 2002 • 2003 • 2004 • 2005 • 2006 • 2007 • 2008 • 2009 • 2010 • 2011 • 2012 • 2013 • 2014 • 2015 • 2016 • 2017 • 2018 • 2019 |

| № по каталогу | Изображение                                                                     | Описание и источники | Номинал                                                  | Дата выпуска          | Тираж     | Художник                                                               |
| 1992 | 1992                                                                            | 1992 | 1992                                                     | 1992                  | 1992      | 1992                                                                   |
| --- | ------------------------------------------------------------------------------- | --- | -------------------------------------------------------- | --------------------- | --------- | ---------------------------------------------------------------------- |
| № 13 (Mi #73) |                                                                                 | Видатні українські композитори. 150 років від дня народження основоположника української класичної музики Миколи Віталійовича Лисенка (1842—1912). с укр. — «150 лет со дня рождения основоположника украинской классической музыки Николая Витальевича Лысенко (1842—1912)». | 1,00 карб.                                               | 22 марта 1992 года    | 3 000 000 | Лариса Корень                                                          |
| № 14 (Mi #74) |                                                                                 | 175 років від дня народження видатного українського історика, публіциста і письменника Миколи Івановича Костомарова (1817—1885). с укр. — «175 лет со дня рождения выдающегося историка, публициста и писателя Николая Ивановича Костомарова (1817—1885)». | 0,20 карб.                                               | 16 мая 1992 года      | 2 500 000 | Б. С. Ильюхин                                                          |
| 1993 |                                                                                 | |                                                          |                       |           |                                                                        |
| № 37 (Mi #97) |                                                                                 | Патріарх Кардинал Йосиф Сліпий (1892—1984). с укр. — «Патриарх Кардинал Иосиф Слипый (1892—1984)». | 15,00 карб.                                              | 17 февраля 1993 года  | 200 000   | А. Бечкер, Р. И. Зарицкий                                              |
| 1994 |                                                                                 | |                                                          |                       |           |                                                                        |
| № 51 (Mi #112) |                                                                                 | Агапіт Печерський — давньоруський лікар. с укр. — «Агапит Печерский — древнерусский врач». | 200 карб.                                                | 15 января 1994 года   | 1 000 000 | Сергей Беляев                                                          |
| № 72 (Mi #132) |                                                                                 | 150-річчя з дня народження видатного художника Іллі Юхимовича Рєпіна (1844—1930). с укр. — «150 лет со дня рождения выдающегося художника Ильи Ефимовича Репина». | 4000 карб.                                               | 17 декабря 1994 года  | 1 000 000 | Александр Ивахненко                                                    |
| 1995 |                                                                                 | |                                                          |                       |           |                                                                        |
| № 74 (Mi #142) |                                                                                 | «Світочі української літератури: Іван Петрович Котляревський». с укр. — «Светочи украинской литературы: Иван Петрович Котляревский». | 1000 карб.                                               | 8 июля 1995 года      | 500 000   | Р. П. Цессин                                                           |
| № 75 (Mi #143) |                                                                                 | «Світочі української літератури: Тарас Григорович Шевченко». с укр. — «Светочи украинской литературы: Тарас Григорьевич Шевченко». | 3000 карб.                                               | 8 июля 1995 года      | 1 000 000 | Р. П. Цессин                                                           |
| № 76 (Mi #134) |                                                                                 | «Світочі української літератури: Іван Якович Франко». с укр. — «Светочи украинской литературы: Иван Якович Франко». | 3000 карб.                                               | 2 февраля 1995 года   | 500 000   | Р. П. Цессин                                                           |
| № 77 (Mi #136) |                                                                                 | «Світочі української літератури: Леся Українка». с укр. — «Светочи украинской литературы: Леся Украинка». | 3000 карб.                                               | 2 февраля 1995 года   | 500 000   | Р. П. Цессин                                                           |
| № 78 (Mi #135) |                                                                                 | «150 років від дня народження видатного українського вченого і громадського діяча Івана Павловича Пулюя (1845—1918)». с укр. — «150 лет со дня рождения выдающегося учёного Ивана Павловича Пулюя (1845—1918)». | 3000 карб.                                               | 2 февраля 1995 года   | 300 000   | Р. П. Цессин                                                           |
| № 81 (Mi #139) |                                                                                 | «100 років від дня народження видатного українського письменника і громадського діяча Максима Тадейовича Рильского (1895—1964)». с укр. — «100 лет со дня рождения выдающегося украинского писателя и общественного деятеля Максима Фадеевича Рыльского (1895—1964)». | 50 000 карб.                                             | 15 апреля 1995 года   | 1 000 000 | Алексей Штанко                                                         |
| № 84 (Mi #144) |                                                                                 | Серія «Гетьмани України»: Гетьман Петро Конашевич-Сагайдачний. с укр. — «Серия „Гетманы Украины“: - Гетман Пётр Конашевич-Сагайдачный». | 30 000 карб.                                             | 22 июля 1995 года     | 1 000 000 | Юрий Логвин                                                            |
| № 85 (Mi #148) |                                                                                 | Серія «Гетьмани України»: Гетьман Іван Мазепа. с укр. — «Серия „Гетманы Украины“: - Гетман Иван Мазепа». | 30 000 карб.                                             | 14 октября 1995 года  | 1 000 000 | Юрий Логвин                                                            |
| № 86 (Mi #147) |                                                                                 | Серія «Гетьмани України»: Гетьман Богдан (Зіновій) Хмельницький. с укр. — «Серия „Гетманы Украины“: - Гетман Богдан (Зиновий) Хмельницкий». | 40 000 карб.                                             | 23 сентября 1995 года | 1 000 000 | Юрий Логвин                                                            |
| № 93 (Mi #153) |                                                                                 | «Михайло Сергійович Грушевський (1866—1934) — перший Президент України». с укр. — «Михаил Сергеевич Грушевский (1866—1934) — первый Президент Украины». | 50 000 карб.                                             | 9 декабря 1995 года   | 1 000 000 | Алексей Штанко                                                         |
| № 94 (Mi #154) |                                                                                 | «150 років від дня народження видатного українського драматурга, актора, режисера, театрального діяча Івана Карпенко-Карого (Івана Карповича Тобілевича) (1845—1907)». с укр. — «150 лет со дня рождения выдающегося украинского драматурга, актёра, режиссёра, театрального деятеля Ивана Карпенко-Карого (Ивана Карповича Тобилевича 1845—1907)». | 50 000 карб.                                             | 9 декабря 1995 года   | 1 000 000 | Алексей Штанко                                                         |
| № 95 (Mi #155) |                                                                                 | «200 років від дня народження Павела Йосефа Шафарика (1795—1861)». с укр. — «200 лет со дня рождения Павела Йозефа Шафарика (1795—1861)». | 30 000 карб.                                             | 27 декабря 1995 года  | 500 000   | Юрий Логвин                                                            |
| 1996 |                                                                                 | |                                                          |                       |           |                                                                        |
| № 104 (Mi #164) |                                                                                 | «125 років від дня народження Агатангела Юхимовича Кримського (1871—1942)». с укр. — «125 лет со дня рождения Агафангела Ефимовича Крымского (1871—1942)». | 20 000 карб.                                             | 15 января 1996 года   | 500 000   | Алексей Штанко                                                         |
| № 105 (Mi #165) |                                                                                 | «100 років від дня народження Олександра Петровича Довженка (1894—1956)». с укр. — «100 лет со дня рождения Александра Петровича Довженко (1894—1956) с купонами». | 4000 карб.                                               | 23 марта 1996 года    | 1 000 000 | Александр Ивахненко                                                    |
| № 106 (Mi #166) |                                                                                 | Іван Семенович Козловський — знатний український і російський співак — ліричний тенор (1900—1993). с укр. — «Иван Семёнович Козловский — знаменитый украинский и российский певец — лирический тенор (1900—1993)». | 20 000 карб.                                             | 23 марта 1996 года    | 500 000   | Алексей Штанко                                                         |
| № 109 (Mi #169) |                                                                                 | Симиренки — рід промисловців-цукроварів, конструкторів і власників машинобудівних заводів, піонерів пароплавства на Дніпрі, вчених і практиків садівництва, меценатів української культури. с укр. — «Симиренко — род промышленников сахарозаводчиков, конструкторов и собственников машиностроительных заводов, пионеров пароходства на Днепре, учёных и практиков садоводства, меценатов украинской культуры». | 20 000 карб.                                             | 25 мая 1996 года      | 500 000   | О. Д. Малакова                                                         |
| № 110 (Mi #170) |                                                                                 | «Світочі української літератури: Василь Семенович Стефаник (1871—1936)». с укр. — «Светочи украинской литературы: Василий Семёнович Стефаник (1871—1936)». | 20 000 карб.                                             | 29 июня 1996 года     | 500 000   | Алексей Штанко                                                         |
| № 111 (Mi #171) |                                                                                 | «150 років від дня народження видатного вченого, мандрівника і громадського діяча Миколи Миколайовича Миклухо-Маклая (1846—1888)». с укр. — «150 лет со дня рождения выдающегося учёного, путешественника и общественного деятеля Николая Николаевича Миклухо-Маклая (1846—1888)». | 40 000 карб.                                             | 17 июля 1996 года     | 500 000   | Алексей Штанко                                                         |
| № 120 (Mi #180) № 121 (Mi #181) № 122 (Mi #182) № 123 (Mi #183) |                                                                                 | Зчіпка серії «Літакобудування в Україні», чотири марки: Генеральний конструктор О. К. Антонов (1906—1984) Ан-2 Ан-124 «Руслан» Ан-225 «Мрія». с укр. — «Сцепка «Самолётостроение Украины»: - Генеральный конструктор О. К. Антонов (1906—1984) - Ан-2 - Ан-124 - Ан-225». | 20 000 40 000 карб.                                      | 14 сентября 1996 года | 200 000   | Геннадий Заднипряный                                                   |
| № 124 (Mi #184) |                                                                                 | «125 років від дня народження видатного українського спортсмена, «чемпіона чемпіонів» із класичної боротьби серед професіоналів Івана Максимовича Піддубного (1871—1949)». с укр. — «125 лет со дня рождения выдающегося украинского спортсмена, «чемпиона чемпионов» по классической борьбе среди профессионалов Ивана Максимовича Поддубного (1871—1949)». | 0,40 гривны                                              | 16 ноября 1996 года   | 300 000   | Алексей Штанко                                                         |
| № 129 (Mi #189) |                                                                                 | «100 років від дня народження Віктора Степановича Косенка (1896—1938)». с укр. — «100 лет со дня рождения Виктора Степановича Косенко (1896—1938)». | 0,20 гривны                                              | 21 декабря 1996 года  | 200 000   | О. И. Микловда                                                         |
| № 135 (Mi #194) |                                                                                 | «400 років від дня народження митрополита Київського і Галицького Петра Симеоновича Могили (1596—1647)». с укр. — «400 лет со дня рождения митрополита Киевского и Галицкого Петра Симеоновича Могилы (1596—1647)». | 0,20 гривны                                              | 31 декабря 1996 года  | 200 000   | Алексей Штанко                                                         |
| 1997 |                                                                                 | |                                                          |                       |           |                                                                        |
| № 141 (Mi #201) № 142 (Mi #202) |                                                                                 | Блок «Спільна тематика поштових випусків за програмою PostEurop-97: Історії і легенди. Історія України (Період Київської Русі). Легендарні київські князі Кий, Щек, Хорив і їхня сестра Либідь (кінець VI — початок VII ст.)». с укр. — «Блок „Совсместная тематика почтовых выпусков по программе PostEurop-97: Истории и легенды. История Украины (Период Киевской Руси). Легендарные киевские князи Кий, Щек, Хорив и сестра их Лыбедь (конец VI — начало VII вв.)“ - Кий и Щек - Хорив и Лыбедь». | 0,40 гривны                                              | 6 мая 1997 года       | 700 000   | Владимир Таран, Алексей Харук                                          |
| № 144 (Mi #204) |                                                                                 | «100 років від дня народження Олександра Гнатовича Шаргея (Юрія Васильовича Кондратюка) (1897—1942)». с укр. — «100 лет со дня рождения Александра Игнатовича Шаргея (Юрия Васильевича Кондратюка, 1897—1942)». | 0,20 гривны                                              | 21 июня 1997 года     | 250 000   | Василий Дворник                                                        |
| № 147 (Mi #207) |                                                                                 | Серія «Славетні жінки України». Велика княгиня київська Ольга. с укр. — «Серия „Знаменитые женщины Украины“: Великая княгиня киевская Ольга». | 0,40 гривны                                              | 12 июля 1997 года     | 250 000   | Алексей Штанко                                                         |
| № 148 (Mi #208) |                                                                                 | Серія «Славетні жінки України». Роксолана (Хуррем, Хасекі). с укр. — «Серия „Знаменитые женщины Украины“: Роксолана (Хюрре́м Хасеки́-султа́н)». | 0,40 гривны                                              | 12 июля 1997 года     | 250 000   | Алексей Штанко                                                         |
| № 157 (Mi #217) |                                                                                 | Серія «Гетьмани України»: Гетьман Дмитро Вишневецький (Байда). с укр. — «Серия „Гетманы Украины“: - Гетман Дмитрий Вишневецкий (Байда)». | 0,20 гривны                                              | 13 сентября 1997 года | 250 000   | Юрий Логвин                                                            |
| № 158 (Mi #218) |                                                                                 | Серія «Гетьмани України»: Гетьман Пилип Орлик. с укр. — «Серия „Гетманы Украины“: - Гетман Филипп Орлик». | 0,20 гривны                                              | 13 сентября 1997 года | 250 000   | Юрий Логвин                                                            |
| № 159 (Mi #219) |                                                                                 | «125 років від дня народження Соломії Амвросіївни Крушельницької (1872—1952)». с укр. — «125 лет со дня рождения Саломеи Амвросиевны Крушельницкой (1872—1952)». | 0,20 гривны                                              | 23 сентября 1997 года | 250 000   | Сергей Лукьяненко                                                      |
| № 174 (Mi #234) |                                                                                 | «125 років від дня народження Василя Григоровича Кричевського (1872—1952)». с укр. — «125 лет со дня рождения Василия Григорьевича Кричевского (1872—1952». | 0,10 гривны                                              | 20 декабря 1997 года  | 5 000 000 | Алексей Штанко                                                         |
| № 175 (Mi #235) |                                                                                 | «275 років від дня народження Григорія Савича Сковороди (1722—1794)». с укр. — «275 лет со дня рождения Григория Сковороды (1722—1794)». | 0,60 гривны                                              | 27 декабря 1997 года  | 200 000   | Владимир Таран, Алексей Харук                                          |
| 1998 |                                                                                 | |                                                          |                       |           |                                                                        |
| № 183 (Mi #243) |                                                                                 | 100 років від дня народження Володимира Миколайовича Сосюри (1898—1965). с укр. — «100 лет со дня рождения Владимира Николаевича Сосюры (1898—1965)». | 0,20 гривны                                              | 6 января 1998 года    | 200 000   | Алексей Штанко                                                         |
| № 202 (Mi #262) |                                                                                 | Давні київські князі Аскольд і Дір (IX ст.) з купоном. с укр. — «Древние киевские князи Аскольд и Дир (IX век) с купоном». | 3,00 гривны                                              | 4 июля 1998 года      | 150 000   | Владимир Таран, Алексей Харук                                          |
| № 210 (Mi #270) |                                                                                 | Славетні жінки України. Анна Ярославна. с укр. — «Серия „Знаменитые женщины Украины“: Анна Ярославна». | 0,40 гривны                                              | 8 августа 1998 года   | 200 000   | Алексей Штанко                                                         |
| № 211 (Mi #271) |                                                                                 | Юрій Федорович Лисянський (1773—1837). с укр. — «Лисянский Юрий Фёдорович (1773—1837)». | 0,40 гривны                                              | 13 августа 1998 года  | 200 000   | Алексей Штанко                                                         |
| № 212 (Mi #272) |                                                                                 | Наталія Ужвій (1898—1986). с укр. — «Наталия Ужвий (1898—1986)». | 0,40 гривны                                              | 8 сентября 1998 года  | 200 000   | Сергей Лукьяненко                                                      |
| № 213 (Mi #273) № 214 (Mi #274) № 215 (Mi #275) № 216 (Mi #276) № 217 (Mi #277) |                                                                                 | Зчіпка «100 років КПІ»: перший директор КПІ В. Л. Кирпичов; академік Є. О. Патон; видатний вчений-механік С. П. Тимошенко; видатний авіаконструктор І. І. Сікорський; засновник практичної космонавтики С. П. Корольов. с укр. — «Сцепка „100 лет КПИ“: - Первый директор КПИ В. Л. Кирпичёв; - Академик Е. О. Патон; - Выдающийся учёный-механик С. П. Тимошенко; - Выдающийся авиаконструктор И. И. Сикорский; - Основоположник практической космонавтики С. П. Королёв». | 0,10 0,20 0,30 0,40 гривны                               | 10 сентября 1998 года | 200 000   | Сергей Беляев                                                          |
| № 226 (Mi #287) |                                                                                 | Серія «Гетьмани України»: Гетьман Петро Дорошенко. с укр. — «Серия „Гетманы Украины“: - Гетман Пётр Дорошенко». | 0,20 гривны                                              | 28 ноября 1998 года   | 100 000   | Юрий Логвин                                                            |
| № 229 (Mi #289) |                                                                                 | Б. Д. Грінченко (1863—1910). с укр. — «Б. Д. Гринченко (1863—1910)». | 0,20 гривны                                              | 4 декабря 1998 года   | 200 000   | Геннадий Заднипряный                                                   |
| 1999 |                                                                                 | |                                                          |                       |           |                                                                        |
| № 235 (Mi #295) |                                                                                 | Сергій Параджанов (1924—1990) з купоном. с укр. — «Сергей Параджанов (1924—1990) с купоном». | 0,40 гривны                                              | 27 февраля 1999 года  | 200 000   | Алексей Штанко                                                         |
| № 236 (Mi #296) |                                                                                 | Володимир Івасюк (1949—1979). с укр. — «Владимир Ивасюк (1949—1979)». | 0,30 гривны                                              | 4 марта 1999 года     | 200 000   | В. Евтушенко                                                           |
| № 244 (Mi #304) |                                                                                 | Панас Мирний (1849—1920). с укр. — «Панас Мирный (1849—1920». | 0,40 гривны                                              | 13 мая 1999 года      | 200 000   | Александр Ивахненко                                                    |
| № 245 (Mi #305) |                                                                                 | Оноре де Бальзак (1799—1850). с укр. — «Оноре де Бальзак (1799—1850)». | 0,40 гривны                                              | 20 мая 1999 года      | 200 000   | Геннадий Кузнецов                                                      |
| № 247 (Mi #307) |                                                                                 | О. С. Пушкін з купоном: на марці — портрет Пушкіна роботи Айвазовського, на купоні — автопортрет. с укр. — «А. С. Пушкин с купоном: на марке — портрет работы Айвазовского, на купоне — автопортрет». | 0,40 гривны                                              | 6 июня 1999 года      | 200 000   | по рис. И. К. Айвазовского и А. С. Пушкина (оформление В. С. Митченко) |
| № 250 (Mi #310) |                                                                                 | Блок «Ярослав Мудрий». с укр. — «Блок „Ярослав Мудрый“». | 1,20 гривны                                              | 2 июля 1999 года      | 50 000    | Алексей Штанко                                                         |
| № 265 (Mi #325) |                                                                                 | Серія «Гетьмани України»: гетьман Іван Виговський. с укр. — «Серия „Гетманы Украины“: - Гетман Иван Выговский». | 0,30 гривны                                              | 20 ноября 1999 года   | 200 000   | Юрий Логвин                                                            |
| № 266 (Mi #343) |                                                                                 | Серія «Гетьмани України»: гетьман Павло Полуботок. с укр. — «Серия „Гетманы Украины“: - Гетман Павел Полуботок». | 0,30 гривны                                              | 22 декабря 1999 года  | 200 000   | Юрий Логвин                                                            |
| № 284 (Mi #344) № 285 (Mi #345) |                                                                                 | Зчіпка «Марія Примаченко», дві марки з купоном: «Гороховий звір»; «Дикий кабан». с укр. — «Сцепка „Мария Примаченко“, две марки с купоном: - Гороховый зверь - Дикий кабан». | 0,30 гривны                                              | 22 декабря 1999 года  | 200 000   | по рис. Марии Примаченко (оформление Наталия Гожа)                     |
| № 286 (Mi #346) |                                                                                 | Славетні жінки України. Галшка Гулевичівна. с укр. — «Серия „Знаменитые женщины Украины“: - Галшка Гулевичевна». | 0,30 гривны                                              | 25 декабря 1999 года  | 200 000   | Алексей Штанко                                                         |
| 2000 |                                                                                 | |                                                          |                       |           |                                                                        |
| № 305 (Mi #365) |                                                                                 | Оксана Петрусенко. с укр. — «Оксана Петрусенко». | 0,30 гривны                                              | 11 февраля 2000 года  | 200 000   | Катерина Штанко                                                        |
| № 306 (Mi #366) |                                                                                 | Славетні жінки України. Маруся Чурай. с укр. — «Серия „Знаменитые женщины Украины“: - Маруся Чурай». | 0,40 гривны                                              | 18 февраля 2000 года  | 200 000   | Алексей Штанко                                                         |
| № 307 (Mi #368) |                                                                                 | Серія «Гетьмани України»: Гетьман Іван Самойлович. с укр. — «Серия „Гетманы Украины“: - Гетман Иван Самойлович». | 0,30 гривны                                              | 3 марта 2000 года     | 200 000   | Юрий Логвин                                                            |
| № 308 (Mi #367) |                                                                                 | Серія «Гетьмани України»: Гетьман Данило Апостол. с укр. — «Серия „Гетманы Украины“: - Гетман Даниил Апостол». | 0,30 гривны                                              | 22 февраля 2000 года  | 200 000   | Юрий Логвин                                                            |
| № 329 (Mi #387) |                                                                                 | Петро Прокопович. с укр. — «Пчеловод-изобретатель Пётр Прокопович». | 0,30 гривны                                              | 12 июля 2000 года     | 200 000   | Александр Кошель                                                       |
| № 332 (Mi #390) № 333 (Mi #391) |                                                                                 | Зчіпка «Тетяна Пата»: Кучерявки. Панно. 1950-ті рр.; Калина і птах. 1957 р. с укр. — «Сцепка „Татьяна Пата“: - Кучерявки (панно, 1950-е гг) - Калина и птица». | 0,40 гривны                                              | 21 июля 2000 года     | 200 000   | Наталия Гожа                                                           |
| № 343 (Mi #401) |                                                                                 | «Юрій Дрогобич». с укр. — «Юрий Дрогобыч». | 0,30 гривны                                              | 12 сентября 2000 года | 200 000   | Алексей Штанко                                                         |
| № 363 (Mi #423) |                                                                                 | Блок «Володимир Великий». с укр. — «Блок «Владимир Великий»». | 2,00 гривны                                              | 15 декабря 2000 года  | 50 000    | Алексей Штанко                                                         |
| 2001 |                                                                                 | |                                                          |                       |           |                                                                        |
| № 364 (Mi #424) |                                                                                 | «Св. Димитрій Ростовський». с укр. — «Св. Димитрий Ростовский». | 0,75 гривны                                              | 16 января 2001 года   | 150 000   | Александр Кошель                                                       |
| № 366 (Mi #426) |                                                                                 | Блок «Данило Романович (Галицький). 1201—1264». с укр. — «Блок Даниил Романович (Галицкий) (1201—1264)». | 3,00 гривны                                              | 1 февраля 2001 года   | 60 000    | Алексей Штанко                                                         |
| № 367 (Mi #427) |                                                                                 | Серія «Гетьмани України»: Юрій Хмельницький. с укр. — «Серия „Гетманы Украины“: - Гетман Юрий Хмельницкий». | 0,30 гривны                                              | 20 февраля 2001 года  | 500 000   | Юрий Логвин                                                            |
| № 368 (Mi #428) |                                                                                 | Серія «Гетьмани України»: Михайло Ханенко. с укр. — «Серия „Гетманы Украины“: - Гетман Михаил Ханенко». | 0,50 гривны                                              | 20 февраля 2001 года  | 500 000   | Юрий Логвин                                                            |
| № 394 (Mi #454) |                                                                                 | Візит Папи Римського Івана Павла II в Україну. с укр. — «Визит папы римского Иоанна Павла II на Украину». | 3,00 гривны                                              | 15 июня 2001 года     | 500 000   | Василий Василенко                                                      |
| № 404 (Mi #461) |                                                                                 | Дмитро Бортнянський (1751—1825). с укр. — «Дмитрий Бортнянский (1751—1825)». | 0,20 гривны                                              | 26 июля 2001 года     | 300 000   | Юлия Бородай                                                           |
| № 414 (Mi #474) № 415 (Mi #475) |                                                                                 | Зчіпка «Спільний випуск України і Грузії»: Тарас Шевченко; Акакій Церетелі. с укр. — «Совместный выпуск Украины и Грузии: сцепка поэты Тарас Шевченко и Акакий Церетели». | 0,40 гривны                                              | 19 декабря 2001 года  | 200 000   | Василий Василенко                                                      |
| 2002 |                                                                                 | |                                                          |                       |           |                                                                        |
| № 422 (Mi #482) |                                                                                 | Серія «Гетьмани України»: Павло Тетеря. с укр. — «Серия „Гетманы Украины“: - Гетман Павел Тетеря». | 0,40 гривны                                              | 17 января 2002 года   | 300 000   | Юрий Логвин                                                            |
| № 423 (Mi #483) |                                                                                 | Серія «Гетьмани України»: Дем’ян Многогрішний. с укр. — «Серия „Гетманы Украины“: - Гетман Демьян Многогрешный». | 0,40 гривны                                              | 17 января 2002 года   | 300 000   | Юрий Логвин                                                            |
| № 424 (Mi #484) |                                                                                 | Серія «Гетьмани України»: Іван Брюховецький. с укр. — «Серия „Гетманы Украины“: - Гетман Иван Брюховецкий». | 0,40 гривны                                              | 17 января 2002 года   | 300 000   | Юрий Логвин                                                            |
| № 436 (Mi #497) |                                                                                 | Леонід Глібов. 175 років з дня народження. с укр. — «175 лет со дня рождения Леонида Глебова». | 0,40 гривны                                              | 4 марта 2002 года     | 200 000   | Василий Василенко                                                      |
| № 452 (Mi #512) |                                                                                 | «Микола Леонтович (1877—1921)». с укр. — «Николай Леонтович (1877—1921)». | 0,40 гривны                                              | 21 июня 2002 года     | 300 000   | Василий Василенко                                                      |
| № 466 (Mi #526) |                                                                                 | Серія «Україна — космічна держава»: «Юрій Кондратюк (Олександр Шаргей) 1897—1942». с укр. — «Серия „Украина — космическая держава“: - Юрий Кондратюк (Александр Шаргей, 1897—1942)». | 0,40 гривны                                              | 23 августа 2002 года  | 500 000   | Василий Василенко                                                      |
| № 467 (Mi #527) |                                                                                 | Серія «Україна — космічна держава»: «Михайло Янгель 1911—1971». с укр. — «Серия „Украина — космическая держава“: - Михаил Янгель (1911—1971». | 0,45 гривны                                              | 23 августа 2002 года  | 500 000   | Василий Василенко, Оксана Тернавская                                   |
| № 468 (Mi #528) |                                                                                 | Серія «Україна — космічна держава»: «Микола Кибальчич 1853—1881». с укр. — «Серия „Украина — космическая держава“: - Николай Кибальчич (1853—1881)». | 0,50 гривны                                              | 23 августа 2002 года  | 300 000   | Василий Василенко                                                      |
| № 469 (Mi #529) |                                                                                 | Серія «Україна — космічна держава»: «Сергій Корольов 1907—1966». с укр. — «Серия „Украина — космическая держава“: - Сергей Королёв (1907—1966)». | 0,70 гривны                                              | 23 августа 2002 года  | 300 000   | Василий Василенко                                                      |
| 2003 |                                                                                 | |                                                          |                       |           |                                                                        |
| № 498 (Mi #558) |                                                                                 | Микола Аркас (1853—1909). с укр. — «Николай Аркас (1853—1909)». | 0,45 гривны                                              | 21 февраля 2003 года  | 300 000   | Наталия Михайличенко                                                   |
| № 504 (Mi #564) |                                                                                 | Серія «Конструктори ракет»: Олександр Засядько. 1779—1837. с укр. — «Серия „Конструкторы ракет“: - Александр Засядько (1779—1837)». | 0,45 гривны                                              | 11 апреля 2003 года   | 250 000   | Василий Василенко                                                      |
| № 505 (Mi #565) |                                                                                 | Серія «Конструктори ракет»: Костянтин Константинов. 1817—1871. с укр. — «Серия „Конструкторы ракет“: - Константин Константинов (1817—1871)». | 0,65 гривны                                              | 11 апреля 2003 года   | 250 000   | Василий Василенко                                                      |
| № 506 (Mi #566) |                                                                                 | Серія «Конструктори ракет»: Валентин Глушко. 1908—1989. с укр. — «Серия „Конструкторы ракет“: - Валентин Глушко (1908—1989)». | 0,70 гривны                                              | 11 апреля 2003 года   | 250 000   | Василий Василенко                                                      |
| № 507 (Mi #567) |                                                                                 | Серія «Конструктори ракет»: Володимир Челомей. 1914—1984. с укр. — «Серия „Конструкторы ракет“: - Владимир Челомей (1914—1984)». | 0,80 гривны                                              | 11 апреля 2003 года   | 250 000   | Василий Василенко                                                      |
| № 511 (Mi #571) |                                                                                 | Серія «Гетьмани України»: Кирило Розумовський. с укр. — ««Серия „Гетманы Украины“: - Гетман Кирилл Разумовский». | 0,45 гривны                                              | 22 мая 2003 года      | 250 000   | Юрий Логвин                                                            |
| № 512 (Mi #572) |                                                                                 | Серія «Гетьмани України»: Іван Скоропадський. с укр. — ««Серия „Гетманы Украины“: - Гетман Иван Скоропадский». | 0,45 гривны                                              | 22 мая 2003 года      | 250 000   | Юрий Логвин                                                            |
| № 513 (Mi #573) |                                                                                 | Блок «Володимир Мономах». с укр. — «Блок „Владимир Мономах“». | 3,50 гривны                                              | 28 мая 2003 года      | 100 000   | Катерина Штанко                                                        |
| № 526 (Mi #586) |                                                                                 | Олександр Мишуга (1853—1922). с укр. — «Александр Мишуга (1853—1922)». | 0,45 гривны                                              | 20 июня 2003 года     | 220 000   | Василий Василенко                                                      |
| № 534 (Mi #594) |                                                                                 | Борис Гмиря (1903—1969). с укр. — «Борис Гмыря (1903—1969)». | 0,45 гривны                                              | 5 августа 2003 года   | 150 000   | Лариса Корень                                                          |
| № 543 (Mi #603) |                                                                                 | «Григорій Квітка-Основ’яненко 1778—1843». с укр. — «Григорий Квитка-Основьяненко (1778—1843)». | 0,45 гривны                                              | 14 ноября 2003 года   | 150 000   | Геннадий Кузнецов                                                      |
| 2004 |                                                                                 | |                                                          |                       |           |                                                                        |
| № 554 (Mi #614) |                                                                                 | Станіслав Людкевич (1879—1979). с укр. — «Станислав Людкевич (1879—1979)». | 0,45 гривны                                              | 24 января 2004 года   | 150 000   | Василий Василенко                                                      |
| № 571 (Mi #631) |                                                                                 | «Сергій Лифар (1904—1986)». с укр. — «Сергей Лифарь (1904—1986)». | 0,45 гривны                                              | 2 апреля 2004 года    | 150 000   | Василий Василенко                                                      |
| № 589 (Mi #647) |                                                                                 | Симон Петлюра (1879—1926). с укр. — «Симон Петлюра (1879—1926)». | 0,45 гривны                                              | 21 мая 2004 года      | 120 000   | Василий Василенко                                                      |
| № 601 (Mi #657) |                                                                                 | «Марія Заньковецька (1854—1934)». с укр. — «Заньковецкая, Мария Константиновна (1854—1934)». | 0,45 гривны                                              | 23 июля 2004 года     | 200 000   | Катерина Штанко                                                        |
| № 602 (Mi #658) |                                                                                 | «Михайло Максимович (1804—1873)». с укр. — «Михаил Максимович (1804—1873)». | 0,45 гривны                                              | 23 июля 2004 года     | 200 000   | Василий Василенко                                                      |
| 2005 |                                                                                 | |                                                          |                       |           |                                                                        |
| № 636 (Mi #696) |                                                                                 | «Павло Вірський (1905—1975)». с укр. — «Павел Вирский (1905—1975)». | 0,45 гривны                                              | 4 февраля 2005 года   | 200 000   | Василий Василенко                                                      |
| № 654 (Mi #718) |                                                                                 | Пісенний конкурс «Євробачення-2005»: Руслана. с укр. — «Песенный конкурс «Евровидение-2005» Руслана». | 0,45 гривны                                              | 19 мая 2005 года      | 231 000   | Василий Василенко                                                      |
| № 667 (Mi #723) |                                                                                 | «Володимир Винниченко (1880—1951)». с укр. — «Владимир Винниченко (1880—1951)». | 0,45 гривны                                              | 15 июля 2005 года     | 150 000   | Василий Василенко                                                      |
| № 687 (Mi #747) № 688 (Mi #748) № 689 (Mi #749) № 690 (Mi #750) |                                                                                 | Зчіпка «Історія війська в Україні»: Воєвода Боброк Волинець. Куликово поле, 1380 рік; Пушкарі та стрільці, XI—XV ст.; Лицар Іванко Сушик. Грюнвальд, 1410 рік; Князь Костянтин Острозький. Орша, 1512. с укр. — «Сцепка из серии «История войска Украины»: - Воевода Боброк Волынский. Куликово поле, 1380 год; - Пушкари и стрельцы, XI—XV ст.; - Рыцарь Иван Сушик. Грюнвальд, 1410 год; - Князь Константин Острожский. Орша, 1512 год». | 0,70 гривны                                              | 22 октября 2005 года  | 110 000   | Юрий Логвин                                                            |
| № 692 (Mi #751) |                                                                                 | «Дмитро Яворницький (1855—1940)». с укр. — «Дмитрий Яворницкий (1855—1940)». | 0,70 гривны                                              | 7 ноября 2005 года    | 330 000   | Василий Василенко                                                      |
| 2006 |                                                                                 | |                                                          |                       |           |                                                                        |
| № 708 (Mi #768) |                                                                                 | Олег Антонов (1906—1984). с укр. — «Олег Антонов (1906—1984)». | 0,70 гривны                                              | 7 февраля 2006 года   | 160 000   | Василий Василенко                                                      |
| № 709 (Mi #769) |                                                                                 | Георгій Нарбут (1886—1920). с укр. — «Георгий Нарбут (1886—1920)». | 3,33 гривны                                              | 10 марта 2006 года    | 300 000   | Владимир Таран                                                         |
| № 743 (Mi #803) № 744 (Mi #804) № 745 (Mi #805) № 746 (Mi #806) |                                                                                 | Блок «Козацька Україна»: Іван Богун; Іван Підкова; Іван Гонта; Іван Сірко. с укр. — «Блок „Казацкая Украина“: - Иван Богун; - Иван Подкова; - Иван Гонта; - Иван Серко». | 3,50 гривны                                              | 18 августа 2006 года  | 110 000   | Владимир Таран Алексей Харук Сергей Харук                              |
| № 747 (Mi #807) |                                                                                 | «Іван Франко (1856—1916)». с укр. — «Иван Франко (1856—1916)». | 0,70 гривны                                              | 27 августа 2006 года  | 200 000   | Василий Василенко                                                      |
| 2007 |                                                                                 | |                                                          |                       |           |                                                                        |
| № 789 (Mi #831) |                                                                                 | Іван Огієнко (1882—1972). с укр. — «Иван Огиенко (1882—1972)». | 0,70 гривны                                              | 12 января 2007 года   | 200 000   | Геннадий Клещар                                                        |
| № 806 (Mi #841) № 807 (Mi #842) |                                                                                 | Блок «Тарас Шевченко» із серії «200-річчя з дня народження Тараса Шевченка»: Доля; Автопортрет. с укр. — «Блок „Тарас Шевченко“ из серии „200-летие со дня рождения Тараса Шевченко“: - Судьба; - Автопортрет». | 2,50 3,35 гривны                                         | 23 февраля 2007 года  | 125 000   | Владимир Таран                                                         |
| № 813 (Mi #855) |                                                                                 | Серія «Україна — космічна держава»: Леонід Каденюк — перший космонавт України. с укр. — «Серия „Украина — космическая держава“: - Леонид Каденюк — первый космонавт Украины». | 0,70 гривны                                              | 12 апреля 2007 года   | 150 000   | Василий Василенко                                                      |
| № 822 (Mi #864) |                                                                                 | Ігор Стравінський (1882—1971). с укр. — «Игорь Стравинский (1882—1971)». | 0,70 гривны                                              | 8 июня 2007 года      | 150 000   | Василий Василенко                                                      |
| № 835 (Mi #877) |                                                                                 | 100 років від дня народження Романа Шухевича (1907—1950). с укр. — «100-летие со дня рождения Романа Шухевича (1907—1950)». | 0,70 гривны                                              | 29 июня 2007 года     | 140 000   | Василий Василенко                                                      |
| № 859 (Mi #901) |                                                                                 | Блок «50 років від часу запуску першого штучного супутника Землі». с укр. — «Блок „50 лет со дня запуска первого искусственного спутника Земли“ (на полях почтового блока изображены конструкторы Сергей Королёв и Валентин Глушко)». | 3,33 гривны                                              | 4 октября 2007 года   | 100 000   | Александр Калмыков                                                     |
| 2008 |                                                                                 | |                                                          |                       |           |                                                                        |
| № 902 (Mi #944) |                                                                                 | Серія «Перлини мистецького спадку Тараса Шевченка»: Тарас Шевченко. Автопортрет. 1840. с укр. — «Серия „Жемчужины художественного наследия Тараса Шевченко“: - Тарас Шевченко „Автопортрет“ (1840)». | 2,47 гривны                                              | 23 февраля 2008 года  | 200 000   | Владимир Таран                                                         |
| № 907 (Mi #949) № 908 (Mi #950) |                                                                                 | Зчіпка 200-річчя від дня народження Миколи Гоголя (1809—1852). с укр. — «Сцепка „200-летие со дня рождения Николая Гоголя (1809—1852)“». | 1,52 2,47 гривны                                         | 21 марта 2008 года    | 140 000   | Владимир Таран Алексей Харук Сергей Харук                              |
| № 958 (Mi #1000) |                                                                                 | Марко Вовчок (1833—1907). с укр. — «Марко Вовчок (1833—1907)». | 1,00 гривна                                              | 28 ноября 2008 года   | 170 000   | О. Базилевич                                                           |
| № 971 (Mi #1013) |                                                                                 | В’ячеслав Чорновіл (1937—1999). с укр. — «Вячеслав Черновол (1937—1999)». | 1,00 гривна                                              | 24 декабря 2008 года  | 350 000   | Василий Лопата                                                         |
| 2009 |                                                                                 | |                                                          |                       |           |                                                                        |
| 2010 |                                                                                 | |                                                          |                       |           |                                                                        |
| № 1030 (Mi #1072) № 1031 (Mi #1073) |                                                                                 | «200-річчя від дня народження Тараса Шевченка». с укр. — «200 лет со дня рождения Тараса Шевченко». | 2,00 1,50 гривны                                         | 9 марта 2010 года     | 142 000   | Владимир Таран                                                         |
| № 1032 (Mi #1074) |                                                                                 | «Конституція Пилипа Орлика. 1710—2010». с укр. — «Конституция Филиппа Орлика 1710—2010». | 1,50 гривны                                              | 29 марта 2010 года    | 109 000   | Василий Василенко                                                      |
| № 1033 (Mi #1075) |                                                                                 | «65-річчя Перемоги у Великій Вітчизняній війні» (на марці зображена Завалій Є. М.). с укр. — «65-летие Победы в Великой Отечественной войне (на марке изображена Завалий Е. Н.)». | 1,50 гривны                                              | 15 апреля 2010 года   | 157 000   | Наталия Андрийченко                                                    |
| № 1046 (Mi #1088) |                                                                                 | «Микола Пирогов. 1810—1881». с укр. — «Николай Пирогов (1810—1881)». | 1,50 гривны                                              | 2 июня 2010 года      | 195 000   | Александр Калмыков                                                     |
| № 1047 (Mi #1089) |                                                                                 | «Кличко». с укр. — «Кличко». | 1,50 гривны                                              | 8 июня 2010 года      | 170 000   | Наталия Фандикова                                                      |
| № 1055 (Mi #1097) |                                                                                 | «Олександр Потебня. 1835—1891». с укр. — «Александр Потебня (1835—1891)». | 1,00 гривна                                              | 10 сентября 2010 года | 158 000   | Александр Калмыков                                                     |
| № 1056 (Mi #1098) № 1057 (Mi #1099) № 1058 (Mi #1100) № 1059 (Mi #1101) № 1060 (Mi #1102) № 1061 (Mi #1103) № 1062 (Mi #1104) № 1063 (Mi #1105) № 1064 (Mi #1106) № 1065 (Mi #1107) № 1066 (Mi #1108) | № 1057 и № 1058 № 1059 и № 1060 № 1061 и № 1062 № 1063 и № 1064 № 1065 и № 1066 | «Національний технічний університет «Харківський політехнічний інститут». 125 років» (11 марок + 1 купон). Зображені вчені Харківського інституту: Кирпичов В. Л. (1845—1913); Бекетов А. М. (1862—1941); Бекетов М. М. (1827—1911); Копняєв П. П. (1867—1932); Ландау Л. Д. (1908—1968); Ляпунов О. М. (1857—1918); Мухачев П. М. (1861—1935); Орлов Є. І. (1865—1944); Пильчиков М. Д. (1857—1908); Стеклов В. А. (1863—1926); Хрущов В. М. (1882—1941). с укр. — «Национальный технический университет «Харьковский политехнический институт». 125 лет (11 марок + 1 купон). На марках изображены учёные Харьковского института: - Кирпичёв В. Л. (1845—1913); - Бекетов А. Н. (1862—1941); - Бекетов Н. Н. (1827—1911); - Копняев П. П. (1867—1932); - Ландау, Л. Д. (1908—1968); - Ляпунов А. М. (1857—1918); - Мухачев П. М. (1861—1935); - Орлов Е. И. (1865—1944); - Пильчиков Н. Д. (1857—1908); - Стеклов В. А. (1863—1926); - Хрущёв В. М. (1882—1941)». | 2,00 1,50 2,00 1,50 2,00 1,50 2,00 1,50 2,00 1,50 гривны | 16 сентября 2010 года | 140 000   | Ирина Музыченко Инна Шептун                                            |
| № 1075 (Mi #1117) № 1076 (Mi #1118) |                                                                                 | Зчіпка «Провідники козацьких повстань»: Криштоф Косинський, Богдан Микошинський. с укр. — «Сцепка «Предводители казацких восстаний»: - Криштоф Косинский; - Богдан Макошинский». | 1,50 2,00 гривны                                         | 15 октября 2010 года  | 130 000   | Василий Василенко                                                      |
| № 1077 (Mi #1119) № 1078 (Mi #1120) № 1079 (Mi #1121) № 1080 (Mi #1122) |                                                                                 | Серія «Історія війська в Україні»: «Задунайська січ»; «Українські козацькі полки 1812 року»; «Оборона Севастополя»; «Наказний Отаман Яків Кухаренко». с укр. — «Сцепка из серии «История войска Украины»: - Задунайская сечь; - Украинские казацкие полки 1812 года; - Оборона Севастополя; - Наказной атаман Яков Кухаренко». | 1,50 2,00 гривны                                         | 29 октября 2010 года  | 145 000   | Юрий Логвин                                                            |
| № 1081 (Mi #1123) |                                                                                 | «Наказний гетьман України. Павло Полуботок. 1660—1724». с укр. — «Наказной гетман Павел Полуботок (1660—1724)». | 1,50 гривны                                              | 29 октября 2010 года  | 180 000   | Владимир Таран                                                         |
| 2011 |                                                                                 | |                                                          |                       |           |                                                                        |
| № 1098 (Mi #1140) |                                                                                 | «Перший політ людини в космос. Юрій Гагарін». с укр. — «Первый полёт человека в космос. Юрий Гагарин». | 6,00 гривень                                             | 12 апреля 2011 года   | 180 000   | Василий Василенко                                                      |
| № 1099 (Mi #1141) |                                                                                 | «Георгій Береговий. 1921—1995». с укр. — «Георгий Береговой (1921—1995». | 2,20 гривны                                              | 16 апреля 2011 года   | 180 000   | Алексей Соболевский                                                    |
| № 1105 (Mi #1147) № 1106 (Mi #1148) |                                                                                 | «Провідники козацьких повстань» (зчіпка з двох марок): Григорій Лобода; Северин Наливайко. с укр. — «Сцепка „Предводители казацких восстаний“: - Григорий Лобода; - Северин Наливайко». | 1,50 2,00 гривны                                         | 9 июня 2011 года      | 154 000   | Василий Василенко                                                      |
| № 1130 (Mi #1172) |                                                                                 | «Тетяна Маркус. 1921—1943. Герой України». с укр. — «Татьяна Маркус (1921—1943) герой Украины». | 1,50 гривны                                              | 21 сентября 2011 года | 150 000   | Лариса Корень                                                          |
| № 1132 (Mi #1174) № 1133 (Mi #1175) |                                                                                 | 75 років. Фільм-опера «Наталка Полтавка» (зчіпка з двох марок). с укр. — «Сцепка из двух марок „Фильм-опера Наталка Полтавка 75-лет“». | 6,00 1,50 гривны                                         | 30 сентября 2011 года | 185 000   | Лариса Мельник                                                         |
| № 1136 (Mi #1178) |                                                                                 | «Михайло Янгель (1911—1971). 100 років від дня народження». с укр. — «Михаил Янгель (1911—1971). 100 лет со дня рождения». | 1,50 гривны                                              | 25 октября 2011 года  | 150 000   | Василий Василенко                                                      |
| 2012 |                                                                                 | |                                                          |                       |           |                                                                        |
| № 1193 (Mi #1235) |                                                                                 | Михайло Стельмах. 1912—1983. с укр. — «Михаил Стельмах (1912—1983)». | 2,00 гривны                                              | 24 мая 2012 года      | 150 000   | Владимир Таран                                                         |
| № 1226 (Mi #1268) |                                                                                 | Павло Попович. 1930—2009. с укр. — «Павел Попович (1930—2009». | 2,00 гривны                                              | 15 августа 2012 года  | 120 000   | Василий Василенко                                                      |
| № 1252 (Mi #1295) |                                                                                 | Андрій Малишко. 1912—1970. с укр. — «Андрей Малышко (1912—1970». | 2,00 гривны                                              | 14 ноября 2012 года   | 150 000   | Владимир Таран                                                         |
| 2013 |                                                                                 | |                                                          |                       |           |                                                                        |
| № 1271 (Mi #1314) |                                                                                 | Блок «900 років Уставу Володимира Мономаха». с укр. — «Блок „900 лет Уставу Владимира Мономаха“». | 6,40 гривны                                              | 22 февраля 2013 года  | 65000     | Николай Кочубей                                                        |
| № 1272 (Mi #1315) |                                                                                 | «Володимир Вернадський. 1863—1945». с укр. — «Владимир Вернадский (1863—1945)». | 2,00 гривны                                              | 28 февраля 2013 года  | 145000    | Владимир Таран                                                         |
| № 1275 (Mi #1318) |                                                                                 | «Семен Гулак-Артемовський. 200 років від дня народження». с укр. — «Семён Гулак-Артемовский, 200 лет со дня рождения». | 2,00 гривны                                              | 25 марта 2013 года    | 161 000   | Василий Василенко                                                      |
| № 1290 (Mi #1332) |                                                                                 | 1150 років слов'янської писемності. с укр. — «1150-летие славянской письменности». | 2,50 гривны                                              | 22 мая 2013 года      | 150 000   | Сергей Горобец                                                         |
| № 1297 (Mi #1339) |                                                                                 | Блок «900 років літопису „Повість минулих літ“». с укр. — «Блок „900-летие летописи «Повесть временных лет»“». | 2,00 гривны                                              | 26 июля 2013 года     | 48 000    | Николай Кочубей                                                        |
| № 1322 (Mi #1366) |                                                                                 | «Віра Холодна. 1893—1919. 120 років від дня народження». с укр. — «Вера Холодная (1893—1919). 120 лет со дня рождения». | 2,00 гривны                                              | 31 октября 2013 года  | 148 000   | Василий Василенко                                                      |
| № 1329 (Mi #1373) |                                                                                 | «Ольга Кобилянська. 150 років від дня народження. 1863—1942». с укр. — «150 лет со дня рождения Ольги Кобылянской (1863—1942». | 2,00 гривны                                              | 27 ноября 2013 года   | 170 000   | Василий Василенко                                                      |
| № 1331 (Mi #1375) |                                                                                 | «Микола Амосов. 1913—2002». с укр. — «Николай Амосов (1913—2002)». | 2,00 гривны                                              | 6 декабря 2013 года   | 163 000   | Владимир Таран                                                         |
| 2014 |                                                                                 | |                                                          |                       |           |                                                                        |
| № 1353 (Mi #1397) |                                                                                 | «Збірна України з біатлону-2014». На купонах зображено фото: Олена Підгрушна, Валентина Семеренко, Юлія Джима, Віта Семеренко. с укр. — «Сборная Украины по биатлону-2014. На купонах изображены фото: - Елена Пидгрушная; - Валентина Семеренко; - Юлия Джима; - Вита Семеренко». | 3,30 гривны                                              | 31 января 2014 года   | 161 000   | Василий Василенко (фото Марии Осолодкиной)                             |
| № 1354 (Mi #1398) |                                                                                 | «Леонід Кравчук. Перший Президент незалежної України. 80 років від дня народження». с укр. — «Леонид Кравчук. Первый президент независимой Украины. 80 лет со дня рождения.». | 2,00 гривны                                              | 31 января 2014 года   | 175 000   | Василий Василенко                                                      |
| № 1368 (Mi #1412) |                                                                                 | «Збірна України з біатлону-2014. Золота естафета. 21.02.2014.: на марці зображено фото жіночої збірної України з біатлону». На купонах зображено фото: Олена Підгрушна, Валентина Семеренко, Юлія Джима, Віта Семеренко. с укр. — «Сборная Украины по биатлону-2014. Золотая эстафета. 21.02.2014.: На марке изображены фото женской сборной Украины по биатлону. На купонах изображены фото: - Елена Пидгрушная; - Валентина Семеренко; - Юлия Джима; - Вита Семеренко». | 3,30 гривны                                              | 15 апреля 2014 года   | 16 000    | Василий Василенко (фото Марии Осолодкиной)                             |
| № 1369 (Mi #1413) |                                                                                 | «Василь Липківський. Митрополит УАПЦ. 150 років від дня народження». с укр. — «Василий Липковский. Митрополит УАПЦ. 150 лет со дня рождения». | 2,00 гривны                                              | 8 мая 2014 года       | 155 000   | Николай Кочубей                                                        |
| № 1370 (Mi #1414) |                                                                                 | «Марія Капніст. 1914—1993. 100 років від дня народження». с укр. — «Мария Капнист (1914—1993). 100 лет со дня рождения». | 2,00 гривны                                              | 16 мая 2014 года      | 152 000   | Василий Василенко                                                      |
| № 1374 (Mi #1418) |                                                                                 | «Козак Мамай». («EUROPA»). с укр. — «Казак Мамай. („EUROPA“)». | 4,80 гривны                                              | 25 июля 2014 года     | 145 000   | Виталий Митченко                                                       |
| № 1396 (Mi #1440) № 1397 (Mi #1441) |                                                                                 | Блок «200-річчя від дня народження Тараса Шевченка» з двох марок. с укр. — «Блок „200-летие со дня рождения Тараса Шевченко“ из двух марок». | 3,30 5,70 гривны                                         | 26 сентября 2014 года | 59 000    | Владимир Таран                                                         |
| № 1405 (Mi #1449) № 1406 (Mi #1450) |                                                                                 | Серія «Славетні роди України»: блок «Рід Терещенків»: Герб роду Терещенків; Артемій Терещенко (1794—1877). с укр. — «Серия „Знаменитые роды Украины“: - Родовой герб Терещенко; - Артемий Терещенко (1794—1877)». | 4,80 5,70 гривны                                         | 14 ноября 2014 года   | 38 000    | Владимир Таран                                                         |
| № 1413 (Mi #1457) |                                                                                 | «За честь! За славу! За народ!» с укр. — «За честь! За славу! За народ!». | 2,00 гривны                                              | 5 декабря 2014 года   | 183 000   | Владимир Таран                                                         |
| 2015 |                                                                                 | |                                                          |                       |           |                                                                        |
| № 1421 (Mi #1465) |                                                                                 | «Василь Симоненко. 1935—1963. 80 років від дня народження». с укр. — «80 лет со дня рождения Василия Симоненко (1935—1963)». | 2,00 гривны                                              | 8 января 2015 года    | 141 000   | Василий Василенко                                                      |
| № 1424 (Mi #1468) |                                                                                 | «Михайло Вербицький. 1815—1870». с укр. — «Михаил Вербицкий (1815—1870)». | 2,00 гривны                                              | 4 марта 2015 года     | 138 000   | Сергей Горобец                                                         |
| № 1425 (Mi #1469) |                                                                                 | «Святослав Ріхтер. 1915—1997». с укр. — «Святослав Рихтер (1915—1997)». | 2,00 гривны                                              | 20 марта 2015 года    | 137 000   | Наталия Гожа                                                           |
| № 1426 (Mi #1470) |                                                                                 | «150 років від дня народження Бориса Луцького». с укр. — «150 лет со дня рождения Бориса Луцкого». | 2,00 гривны                                              | 10 апреля 2015 года   | 143 000   | Евгений Харук                                                          |
| № 1433 (Mi #1477) |                                                                                 | «Ілля Мечников (1845—1916)». с укр. — «Илья Мечников (1845—1916)». | 4,80 гривны                                              | 21 июля 2015 года     | 130 000   | Владимир Таран                                                         |
| № 1436 (Mi #1480) |                                                                                 | «Князь Київський Володимир Великий». с укр. — «Князь киевский Владимир Великий». | 12,90 гривны                                             | 28 июля 2015 года     | 40 000    | Александр Харук Сергей Харук                                           |
| № 1437 (Mi #1481) |                                                                                 | «Андрей Шептицький. 1865—1944». с укр. — «Андрей Шептицкий (1865—1944)». | 2,40 гривны                                              | 29 июля 2015 года     | 130 000   | Сергей Горобец                                                         |
| № 1455 (Mi #1495) |                                                                                 | «Пам’ятник С. Крушельницькій, м. Тернопіль». с укр. — «Памятник С. Крушельницкой, г. Тернополь». | 2,40 гривны                                              | 18 августа 2015 года  | 130 000   | Александр Калмыков                                                     |
| № 1467 (Mi #1511) |                                                                                 | «Анна та Марія Музичук — чемпіонки світу з шахів». с укр. — «Анна и Мария Музычук — чемпионки мира по шахматам». | 2,40 гривны                                              | 10 октября 2015 года  | 130 000   | Нет данных                                                             |
| № 1471 (Mi #1515) № 1472 (Mi #1516) № 1473 (Mi #1517) |                                                                                 | Блок «Князівський рід Острозьких XIV—XVII ст.» з трьох марок: «Василь-Костянтин Острозький. 1526—1608», «Гальшка (Єлизавета) Острозька. 1539—1582», «Костянтин Острозький. 1460—1530». с укр. — «Блок «Княжеский род Острожских XIV—XVII вв.» из трёх марок: - «Василий-Константин Острожский (1526—1608)»; - «Гальша (Эльжбета) Острожская» (1539—1582); - «Константин Острожский» (1460—1530)». | 3,45 5,25 7,65 гривны                                    | 13 ноября 2015 года   | 40 000    | Владимир Таран                                                         |
| № П-17 (Mi #1524) |                                                                                 | Проект «Власна марка» — поштова марка персоніфікована з купоном — «Чемпіонка світу з шахів» (Марія Музичук). с укр. — «Проект «Собственная марка» — персонифицированная почтовая марка с купоном — «Чемпионка мира по шахматам» (Мария Музычук)». | V                                                        | 10 декабря 2015 года  | 99 999    | Нет данных                                                             |
| № 1481 (Mi #1526) |                                                                                 | «Григорій Верьовка. 1895—1964». с укр. — «Григорий Верёвка (1895—1964». | 2,40 гривны                                              | 25 декабря 2015 года  | 130 000   | Сергей Горобец                                                         |
| 2016 |                                                                                 | |                                                          |                       |           |                                                                        |
| № 1498 (Mi #1543) |                                                                                 | «Михаїл Булгаков (1891—1940)». с укр. — «Михаил Булгаков (1891—1940)». | 2,40 гривны                                              | 13 мая 2016 года      | 130 000   | Василий Василенко                                                      |
| № П-18 (Mi #1557) |                                                                                 | Проект «Власна марка» Поштова марка персоніфікована. с укр. — «Проект «Собственная марка» Юрий Гагарин». | V                                                        | 27 мая 2016 года      | 149 996   | Нет данных                                                             |
| № 1512 (Mi #1558) |                                                                                 | «Іван Миколайчук (1941—1987)». с укр. — «Иван Миколайчук (1941—1987)». | 2,40 гривны                                              | 15 июня 2016 года     | 130 000   | Николай Кочубей                                                        |
| № 1531 (Mi #1576) |                                                                                 | «Михайло Грушевський (1866—1934)». с укр. — «Михаил Грушевский (1866—1934». | 2,40 гривны                                              | 29 сентября 2016 года | 130 000   | Сергей Лукьяненко                                                      |
| № 1532 (Mi #1578) |                                                                                 | «Богдан Ступка (1941—2012)». с укр. — «Богдан Ступка (1941—2012)». | 2,40 гривны                                              | 5 октября 2016 года   | 130 000   | Василий Василенко                                                      |
| № 1536 (Mi #1582) № 1537 (Mi #1583) № 1538 (Mi #1584) № 1539 (Mi #1585) № 1540 (Mi #1586) № 1541 (Mi #1587) № 1542 (Mi #1588) № 1543 (Mi #1589) № 1544 (Mi #1590)                                     |                                                                                 | Марковий аркуш «Легенди українського мотокросу»: Мотоспорт 1956. Леонід Братковський. Мотоцикл «М-72» 750 см3; Мотоспорт 1963. Ігор Григор'єв. Мотоцикл «CZ» 250 см3; Мотоспорт 1965. Вадим Горулько. Мотоцикл «КОВРОВЕЦ» 250 см3; Мотоспорт 1972. Олексій Кібірін. Мотоцикл «CZ» 250 см3; Мотоспорт 1967. Леонід Шинкаренко. Мотоцикл «CZ» 250 см3; Мотоспорт 1973. Володимир Овчінніков. Мотоцикл «CZ» 500 см3; Мотоспорт 1977. Володимир Кавінов. Мотоцикл «КТМ» 250 см3; Мотоспорт 1975. Борис Погановський, Євгеній Нечипоренко. Мотоцикл «ДНЕПР» 750 см3; Мотоспорт 1975. Євгеній Рибальченко. Мотоцикл «CZ» 250 см3. с укр. — «Марочный лист «Легенды украинского мотокросса»: - Мотоспорт 1956. Леонид Братковский, мотоцикл «М-72» (750 см3) - Мотоспорт 1963. Игорь Григорьев, мотоцикл «CZ» (250 см3) - Мотоспорт 1965. Вадим Горулько, мотоцикл «Ковровец» (250 см3) - Мотоспорт 1972. Алексей Кибирин, мотоцикл «CZ» (250 см3) - Мотоспорт 1967. Леонид Шинкаренко, мотоцикл «CZ» (250 см3) - Мотоспорт 1973. Владимир Овчинников, мотоцикл «CZ» (500 см3) - Мотоспорт 1977. Владимир Кавинов, мотоцикл «KTM» (250 см3) - Мотоспорт 1975. Борис Погановский, Евгений Нечипоренко, мотоцикл «Днепр» (750 см3) - Мотоспорт 1975. Евгений Рыбальченко, мотоцикл «CZ» (250 см3)». | 3,00 гривны                                              | 28 октября 2016 года  | 35 000    | Василий Василенко                                                      |
| № П-19 (Mi #1592) |                                                                                 | Проект «Власна марка» Поштова марка персоніфікована. с укр. — «Проект «Собственная марка»: Святой Николай». | V                                                        | 1 декабря 2016 года   | 199 998   | Нет данных                                                             |
| 2017 |                                                                                 | |                                                          |                       |           |                                                                        |
| № П-20 (Mi #1600) |                                                                                 | Проект «Власна марка»: Поштова марка персоніфікована «Валентина Терешкова». с укр. — «Проект „Собственная марка“»: - Валентина Терешкова | V                                                        | 6 марта 2017 года     | 200 000   | Нет данных                                                             |
| № П-21 (Mi #1600) |                                                                                 | Проект «Власна марка» Поштова марка персоніфікована «Герман Титов». с укр. — «Проект „Собственная марка“»: - Герман Титов | V                                                        | 28 апреля 2017 года   | 199 976   | Нет данных                                                             |
| № 1555 (Mi #1603) |                                                                                 | «Джамала». с укр. — «Джамала». | 4,00 гривны                                              | 5 мая 2017 года       | 200 000   | Оксана Шуклинова                                                       |
| № 1557 (Mi #1605) |                                                                                 | Спільний випуск Україна — Словенія — Австрія — Угорщина — Хорватія. Блок «300 років від народження Марії Терезії». с укр. — «Совместный выпуск Украина — Словения — Австрия — Венгрия — Хорватия. Блок „300 лет со дня рождения Марии Терезии“». | Є                                                        | 13 мая 2017 года      | 45 000    | Svetlana Milijaševič (Словения)                                        |
| № 1577 (Mi #1624) |                                                                                 | Серія «Лауреати Нобелівської премії»: Роалд Хоффманн. с укр. — «Серия „Лауреаты Нобелевской премии“: Роалд Хоффман». | 5,00 гривен                                              | 18 июля 2017 года     | 140 000   | Владимир Таран                                                         |
| № 1602 (Mi #1650) |                                                                                 | «Артемій Ведель. 1767—1808». с укр. — «Артемий Ведель (1767—1808)». | 4,00 гривны                                              | 5 октября 2017 года   | 130 000   | Владимир Таран                                                         |
| 2018 |                                                                                 | |                                                          |                       |           |                                                                        |
| № 1626 |                                                                                 | «Олександр Шалімов. 1918-2006». с укр. — «Александр Шалимов (1918—2006)». | 5,00 гривен                                              | 23 января 2018 года   | 130 000   | Сергей Горобец                                                         |
| № 1645 № 1646 № 1647 |                                                                                 | Блок «Михайло Врубель. 1856—1910» з трьох марок: № 1645 «Михайло Врубель. Янгол з кадилом та свічкою. 1887»; № 1646 «Михайло Врубель. Дівчинка на тлі персидського килима. 1886»; № 1647 «Михайло Врубель. 1856-1910». с укр. — «Блок Михаил Врубель (1856—1910) из трёх марок: - Ангел с кадилом и свечой (1887); - Девочка на фоне персидского ковра (1886); - Михаил Врубель (1856—1910)». | 7,50 5,00 гривен                                         | 27 июля 2018 года     | 30 000    | Михаил Врубель                                                         |
| № 1659 |                                                                                 | Серія «Лауреати Нобелівської премії»: Зельман Ваксман. 1888—1973. с укр. — «Серия „Лауреаты Нобелевской премии“: Зельман Ваксман (1888—1973)». | 7,50 гривен                                              | 22 июля 2018 года     | 130 000   | Владимир Таран                                                         |
| № 1663 |                                                                                 | «Андрій Кузьменко. 1968—2015. Скрябін». с укр. — «Андрей Кузьменко (1968—2015). Скрябін». | 9,00 гривен                                              | 17 августа 2018 года  | 130 000   | Автор фото: Елена Божко                                                |
| № 1692 |                                                                                 | «Борис Патон. 100 років». с укр. — «Борис Патон, 100 лет». | 7,00 гривен                                              | 28 ноября 2018 года   | 130 000   |                                                                        |
| 2019 |                                                                                 | |                                                          |                       |           |                                                                        |

## Комментарии
1. ↑  Коммеморативные марки — обобщённое название специальных художественных (памятных, юбилейных и других) почтовых марок. Для упрощения терминологии в случаях, когда требуется лишь подчеркнуть, что данная марка не является общеупотребляемой (то есть стандартной), под термином «коммеморативная марка» подразумевают, кроме перечисленных выше, также тематические (рисунки которых, посвящены определённой теме коллекционирования) марки. Также все упомянутые марки, объединённые термином «коммеморативная», имеют общую черту: как правило, такие марки изготовляются на высоком полиграфическом уровне[4].
2. ↑  В марочном листе 10 марок + 2 купона[161].
3. ↑  Первый украинский фильм-опера был снят в 1936 году режиссёром Иваном Кавалеридзе. В главной роли — Екатерина Осмяловская[180].
4. ↑  Блок выполнен в византийском стиле — типичном художественном стиле того времени. На марке изображены князь и писарь.
5. ↑  На почтовой марке изображён портрет С. Гулака-Артемовского и фото постановки оперы «Запорожец за Дунаем», в ролях: Одарка — М. И. Литвиненко—Вольгемут, Карась — И. С. Паторжинский.
6. ↑  На почтовой марке изображены фигуры Кирилла и Мефодия.
7. ↑  На почтовой марке изображён Нестор Летописец за работой, на полях почтового блока — события, описанные в Повести.
8. ↑  из них неперфорированных — 3000 экземпляров для обеспечения обладателей абонементов на получение знаков почтовой оплаты и филателистической продукции.
9. 1 2 3 4 5 6  Автор не указан в АИ.
10. ↑  Почтовый блок № 140 «Княжеский род Острожских XIV—XVII вв.» из серии «Знатные роды Украины» 2015 года выпуска из трёх марок занял 2-е место в международном конкурсе NexoFil «Наилучшая марка мира 2015» (Испания) в категории «Почтовые блоки»[248].
11. ↑  Почтовая марка с купоном (купон предназначен для печати сюжетов по заказу граждан или организаций). Марочный лист содержит 9 марок и 9 купонов. Тираж — 99 999[251]. Поля марочного листа оформляются избранным сюжетом из каталога электронных изображений КМД УДППЗ «Укрпошта» или предоставляются заказчиком
12. 1 2 3 4 5  Литерный номинал «V» соответствует тарифу на пересылку неприоритетного простого почтового отправления, массой до 20 грамм в пределах Украины[5]. Литерный номинал «V» эквивалентен 5,00 грн (курсовая стоимость марки приведена по данным Укрпочты на 28 февраля 2018 года)[6].
13. ↑  Введена в обращение марка № П-17 и переведена в разряд филателистической продукции 10.12.2015 г[251].
14. 1 2  Почтовая марка с купоном (купон предназначен для печати сюжетов по заказу граждан или организаций). Марочный лист содержит 28 марок и купонов. Поля марочного листа оформляются избранным сюжетом из каталога электронных изображений КМД УДППЗ «Укрпошта» или предоставляются заказчиком
15. ↑  27.05.2016 г. вводится в обращение и переводится в разряд филателистической продукции.
16. ↑  Почтовая марка с купоном (купон предназначен для печати сюжетов по заказу граждан или организаций). Марочный лист содержит 8 марок и 9 купонов. Поля марочного листа оформляются избранным сюжетом из каталога электронных изображений КМД УДППЗ «Укрпошта» или предоставляются заказчиком
17. ↑  06.03.2017 г. вводится в обращение и переводится в разряд филателистической продукции.
18. ↑  Почтовая марка с купоном (купон предназначен для печати сюжетов по заказу граждан или организаций). Марочный лист содержит 28 марок и купонов. Поля марочного листа оформляются избранным сюжетом из каталога электронных изображений КМД УДППЗ «Укрпошта» или предоставляются заказчиком
19. ↑  28.04.2017 г. вводится в обращение и переводится в разряд филателистической продукции.
20. ↑  Литерный номинал «Є» эквивалентен $ 0,70[6].
21. ↑  Дизайнер блока и штемпеля — Владимир Таран[272]. Почтовая марка 1644 и 1646 (Девочка на фоне персидского ковра (1886) обладает разным номиналом: № 1644 — 5,00 грн, а в составе блока (№ 1646) — 7,50 грн.